# Zhang Min (aviron)
Dans ce nom chinois, le nom de famille, Zhang, précède le nom personnel.
Pour les articles homonymes, voir Zhang Min et Zhang.
Zhang Min (en chinois : 张敏 ; pinyin : Zhāng Mĭn), née le 20 juin 1993 à Zaozhuang (Chine), est une rameuse chinoise. Elle est médaillée de bronze en huit féminin aux Jeux olympiques d'été de 2020.

## Carrière
Avec l'équipage chinois, elle remporte la médaille de bronze en huit féminin aux Jeux olympiques d'été de 2020 derrière les Canadiennes et les Néo-Zélandaises.

## Palmarès

### Jeux olympiques
- médaille de bronze en huit féminin aux Jeux olympiques d'été de 2020 à Tokyo

### Championnats du monde
- médaille de bronze en quatre sans barreur aux Championnats du monde 2014 à Amsterdam
- médaille de bronze en huit aux Championnats du monde 2014 à Amsterdam

### Jeux asiatiques
- médaille d'or en deux sans barreur aux Jeux asiatiques de 2014 à Incheon
- médaille d'or en quatre sans barreur aux Jeux asiatiques de 2018 à Palembang